# لز ویلدیو
لز ویلدیو (به فرانسوی: Les Villedieu) یک کمون در فرانسه است که در Canton of Mouthe واقع شده‌است.

## خصوصیات
لز ویلدیو ۱۵٫۰۷ کیلومترمربع مساحت و ۱۵۹ نفر جمعیت دارد.